# 後藤正晴
後藤 正晴（ごとう まさはる、生年不詳 - 嘉永元年7月25日〈1848年8月23日〉）は、江戸時代後期の土佐藩士。土佐後藤家分家9代。家禄200石。通称は藤次、助右衛門。後藤象二郎の父。

## 来歴
土佐藩士・橋本寅直の三男として、高知城下に生れる。母は後藤吉正（収五郎）の妹。
文政12年（1829年）12月25日、母方の従兄弟にあたる後藤正澄（後藤吉正の嫡男）が病床にあり、正澄の嫡子・後藤正保（広馬）が早世していたため、正澄の養子となる事を仰せ付けられた。
文政13年（1830年）閏3月21日、養父・正澄の跡目本知高200石のうち150石を下し置かれ、格式御馬廻りに任じられる。
天保5年（1834年）11月6日、当分、御火消方御用をもって、翌年3月末まで、御家中町方の火用心廻り番を務め、天保7年（1836年）2月9日、御扈従に任じられる。
天保12年（1841年）5月4日、右勤番を差免し、御馬廻りに任じられる。天保15年（1844年）12月10日、柄弦御差物役に任じられ、役料100石を下し置かれた。
弘化4年（1847年）9月1日、江戸において上御屋敷御用、大向き御用に任じられる。ただしそれまでの柄弦御差物役は料知高ともに差し戻された。
嘉永元年（1848年）7月25日、江戸藩邸にて病死。墓所は青山霊園(1イ13-23)。

## 家系

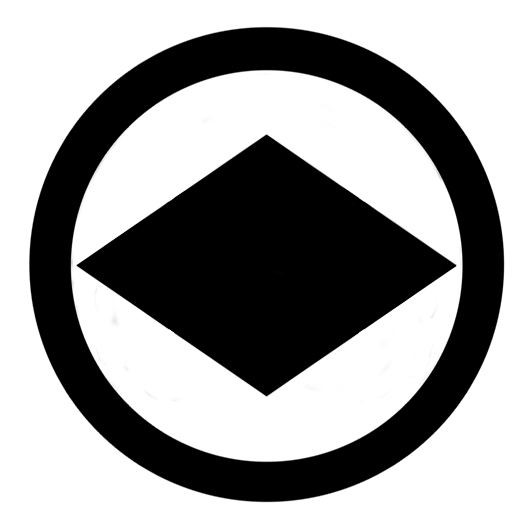
丸に一つ菱

後藤家の祖は、大職冠藤原鎌足の後裔で、藤原北家利仁流の美作後藤氏である。後藤家は南北朝時代から戦国時代にかけての200年間、美作国の三星城を居城としたが、天正7年（1579年）5月に落城した。慶長6年（1601年）後藤福基は、土佐藩主山内一豊が土佐から上洛する途中の大坂で、禄500石・御使母衣（従六位相当）で召抱えられた。
- 九世祖：後藤福基（左京）
- 八世祖：後藤助右衛門（分家初代）
- 七世祖：後藤正勝（左近右衛門）
- 六世祖：後藤勝正（忠之丞）
- 五世祖：後藤正義（五右衛門）
- 高祖父：後藤正刻（左近右衛門）
- 曾祖父：後藤吉長（収五郎）
- 祖父：後藤吉正（繁太郎）
  - 養父（実従兄弟）：後藤正澄（左近右衛門）
    - 義兄：後藤正保（廣馬）
    - 義長姉：五藤常次郎の妻
    - 義次姉：仙石寅治の妻
    - 本人：後藤正晴（助右衛門）
    - 妻：大塚荘八勝従の長女
      - 嫡子：後藤象二郎
        - 孫：後藤猛太郎（日活社長）
        - 孫：岩崎弥之助の妻
        - 孫：大江卓の妻
        - 孫：長與稱吉（長與專齋長男）の妻

    - 義妹：吉田東洋の妻

## 補註
1. 1 2 3 4 5 6 7 8  『御侍中先祖書系圖牒』旧山内侯爵家蔵
2. ↑  寺石正路撰の『土佐名家系譜』（昭和17年刊）によって「後藤正澄（左近右衛門）の妹」と記される書籍があるが、同時代の藩政史料である『御侍中先祖書系圖牒』に「第九養子・助右衛門正晴。前名藤次。養父外姓之従弟。實は第八・橋本宅右衛門孝直二弟也」とあることから「後藤吉正（収五郎）の妹」が正しい。